# Верхи на кулі (фільм)
«Верхи на кулі» (англ. Riding the Bullet) — американський фільм жахів 2004 року режисера Міка Гарріса. Екранізація оповідання «Верхи на кулі» Стівена Кінга.

## Сюжет
Гасло фільму: «Мертві їдуть швидко»
Дія фільму розгортається напередодні Хелловіну в 1969 році. У центрі сюжету історія 21-річного студента Алана Паркера, який настільки сильно переживає свій розрив з дівчиною, що намагається, правда невдало, накласти на себе руки. Незабаром йому дзвонить сусідка його матері і повідомляє, що у неї стався інсульт, і вона зараз перебуває в лікарні. Алан вирішує дістатися до лікарні автостопом, однак на його шляху постійно трапляються дивні особистості, а з ним трапляються часом небезпечні події — п'яні хлопці, які вирішили над ним познущатися, злий собака. Алан також володіє своєрідним внутрішнім голосом, який в тій чи іншій ситуації моделює йому картину майбутніх подій. В кінці подорожі Алану доведеться зустрітися з живим мерцем.

## У ролях
- Джонатан Джексон — Алан Паркер
- Девід Аркетт — Джордж Стауб
- Кліфф Робертсон — фермер
- Барбара Герші — Джин Паркер
- Еріка Крістенсен — Джессіка Гедлі
- Баррі В. Леві — Джуліан Паркер
- Ніккі Кет — Ферріс
- Джексон Герріс — шістнадцятирічний Алан
- Джефф Баллард — дванадцятирічний Алан
- Пітер ЛаКроікс — дорослий Алан
- Кріс Готьє — Гектор Пассмор
- Робін Нільсон — Арчі Говард
- Метт Фрюер — містер Кларксон
- Сімон Вебб — похмурий жнець
- Кейт Даллас — санітар
- Даніель Дунн-Морріс — місіс Джейні МакКерді